# 二工街道
二工街道，是中华人民共和国新疆维吾尔自治区乌鲁木齐市新市区下辖的一个乡镇级行政单位。

## 行政区划
二工街道下辖以下地区：
江苏东路社区、河南东路社区、长青社区、科学北路社区、小西沟社区和新体社区。